# District d'Agatsuma
Le district d'Agatsuma (吾妻郡, Agatsuma-gun) est un district situé dans la préfecture de Gunma, au Japon.

## Géographie

### Démographie
Au 1er janvier 2014, la population du district d'Agatsuma était de 58 149 habitants répartis sur une superficie de 1 278,27 km2.

### Divisions administratives
Le district d'Agatsuma est constitué de six municipalités.
Quatre bourgs :
- Higashiagatsuma ;
- Kusatsu ;
- Naganohara ;
- Nakanojō.

Deux villages :
- Takayama ;
- Tsumagoi.